# Сенакская и Чхороцкуйская епархия
Сенакская и Чхороцкуйская епархия (груз. სენაკისა და ჩხოროწყუს ეპარქია) — епархия Грузинской православной церкви, расположенная в Самегрело, в историческом Колхидском царстве, на равнине Одиша и включает в себя города Самегрело — Сенаки, Чхороцку и их окрестности. Епархия граничит на востоке с Чкондидской епархией, на западе с Зугдидской и Цаишской, а также Потийской и Хобской, на северо-востоке с Цагерской и Лентехской, на северо-западе с Местийской и Верхне-Сванетской, на юге по Шекарни и частично бассейны реки Риони, являющейся центральной частью Эгриса, она же лазика, древнегрузинского царства.

## История
После учреждения Абхазского католикосата его юрисдикция распространилась на всю Западную Грузию, а греческое священство, находившиеся на территории Грузии, было заменено грузинским.
Нынешнее население территории современной Сенакской и Чхороцкуйской епархии входило в состав Цаишской и Чкондидской епархий. Когда Грузия была разделена на царства и княжества, старая столица уже разделённого Эгрисского царства — Цигегоджи, расположенная на территории Сенаки, стала в XVI—XVIII веках резиденцией вождей Одиша — дадианцев. С этого времени католикосы Абхазии, преследуемые нашествиями северокавказских горцев, были вынуждены искать убежища в относительно безопасном месте, и правящий архиерей часто совершал службу в Сенаки.
После отмены автокефалии Грузинской церкви эта территория была объединена в Мингрельскую епархию, созданную в 1823 году. В мае 1874 года указом Священного Синода Русской Церкви Мегрельская епархия была присоединена к Имеретинской епархии, а созданная в 1885 году Гурийско-Мегрельская епархия включила в себя территории Сенаки и Чхороцку.
В 1917 году, после восстановления автокефалии Грузинской православной церкви, была возобновлена Чкондидская епархия, в которую полностью вошла территория Самегрело. В 1995 году по решению Священного Синода Грузинской православной церкви на базе Чкондидской епархии в результате её территориального разделения были восстановлены старые епархии: Зугдидская и Цаишская, Потийская и Сенакская, а также собственно Чкондиская.
18 августа 2003 года решением заседания Священного Синода Грузинской Православной Церкви на основе территориального передела Чкондидской и Поти-Сенакской епархий была создана Сенакская и Чхороцкуйская епархия. Священный Синод избрал главой новообразованной епархии архимандрита Шио (Муджири). 7 сентября того же года состоялась его архиерейская хиротония.

## Епископы
- c 7 сентября 2003 года — Шио (Муджири)